# Opius gerdi
Opius gerdi är en stekelart som beskrevs av Papp 1982. Opius gerdi ingår i släktet Opius och familjen bracksteklar. Inga underarter finns listade i Catalogue of Life.